# Римская филармоническая академия

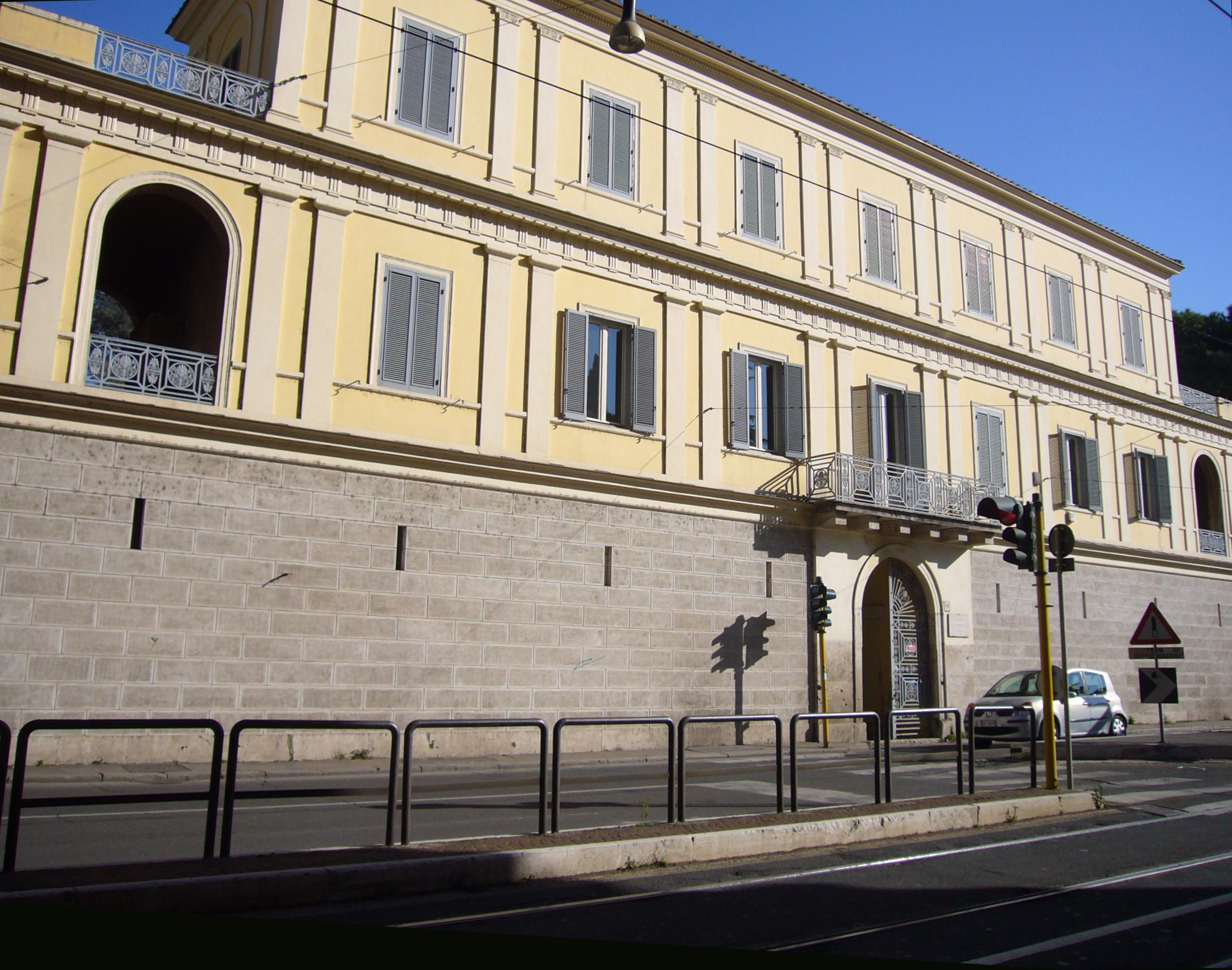
Здание Римской филармонической академии, Рим, улица Фламиния, вилла Вагнуцци

Римская филармоническая академия (итал. Accademia Filarmonica Romana) — музыкальное учреждение, расположенное в Риме, Италия. Она была основана в 1821 году группой музыкантов-любителей из высшего общества во главе с маркизом Раффаэле Мути Пападзурри (1801—1858), чтобы поощрять исполнение камерной и симфонической музыки, а также выступать в концертных операх, представление которых было затруднено цензурой.

## История
В 1824 году она стала официальным учреждением Папской области с целью «обучения студентов исполнению вокальной и инструментальной музыки».
Академия приостановила свою деятельность между 1849 и 1856 годами из-за экономических трудностей, а в 1860 году была распущена папским правительством, поскольку многие ее члены были обвинены в либеральных идеях.
С объединением Италии (1870) Римская филармония фактически была преобразована в хоровое общество; в 1878 году ему было поручено позаботиться о музыкальных выступлениях на официальных торжествах, которые проходили в Пантеоне, например, по случаю смерти Витторио Эмануэле II. В 1915 году Академия перешла во владение новым помещением на виа ди Рипетта (позже оно будет названо в честь композитора Джованни Сгамбати), что заложило основу для начала важной концертной деятельности, начатой в 1920 году секретарем Академия Ромоло Джиральди, проходил в период между двумя мировыми войнами в зале, построенном на месте, где стоит мавзолей Августа и который был демонтирован фашизмом в 1936 году вместе с соседними зданиями, включая то же место, Зал Сгамбати. В 1943 году, во время Великой Отечественной войны, деятельность филармонии была приостановлена.
Римская филармония также осуществляет дидактическую деятельность, имея собственную музыкальную школу. В нем также есть библиотека, полная печатных партитур и рукописей, а также обширный исторический архив.